# Gastronomie dans le Loiret
Pour les articles homonymes, voir Gastronomie et Loiret.
La gastronomie du Loiret présente les principales composantes de la gastronomie traditionnelle du département du Loiret de la région Centre-Val de Loire.
Cinq zones d'appellation d'origine contrôlée (AOC) se situent totalement ou partiellement sur le territoire du département, trois sont viticoles (orléans, orléans-cléry et coteaux-du-giennois) et deux concernent des fromages (crottin de Chavignol et brie de Meaux).

## Produits

### Boissons
- Jus de pommes
- Jus de poire

#### Vins

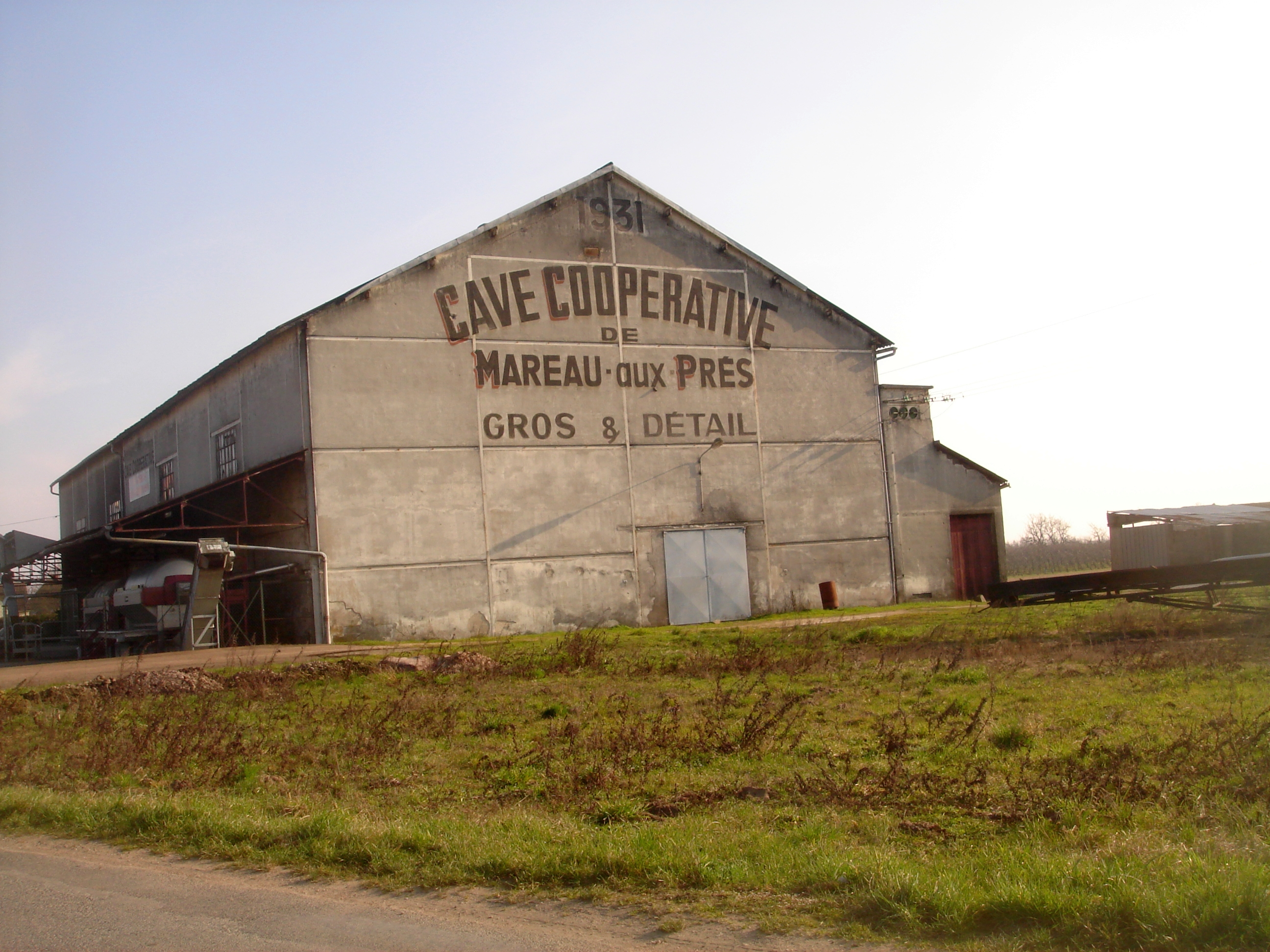
La cave coopérative de Mareau-aux-Prés produit les vins des appellations Orléans et Orléans-Cléry

Les vins du Loiret appartiennent au vignoble de la vallée de la Loire. Trois d'entre eux possèdent l'AOC :
- les coteaux-du-giennois[A 1] est obtenue en 1998, située à la fois sur les territoires des départements du Loiret et de la Nièvre, elle s'étend sur les régions naturelles du Giennois et de la Puisaye.
- l'orléans (2006)[A 2].
- l'orléans-cléry (2006)[A 3].

Ces trois appellations produisent des vins rouges, rosés et blancs.
Les autres vins produits sur le territoire du département peuvent bénéficier des six indications géographiques protégées suivantes :
- Loiret rouge[B 1],
- Loiret rosé[B 2],
- Loiret blanc[B 3],
- Val de Loire rouge[B 4],
- Val de Loire rosé[B 5]
- Val de Loire blanc[B 6].

#### Alcools
L'eau-de-vie de poire d'Olivet, l'Olivetain et le cœur d'Arlicot sont produits à Olivet par la société Covifruit.

#### Cidres
Le cidre du Gâtinais est remis à l'honneur, avec une nouvelle génération de producteurs,.

#### Bières
De nombreuses micro-brasseries sont présentes sur le territoire. La bière artisanale de double fermentation haute commercialisée sous la marque La Johannique est brassée à Amilly à l'établissement et service d'accompagnement par le travail Les Râteliers.

### Fromages

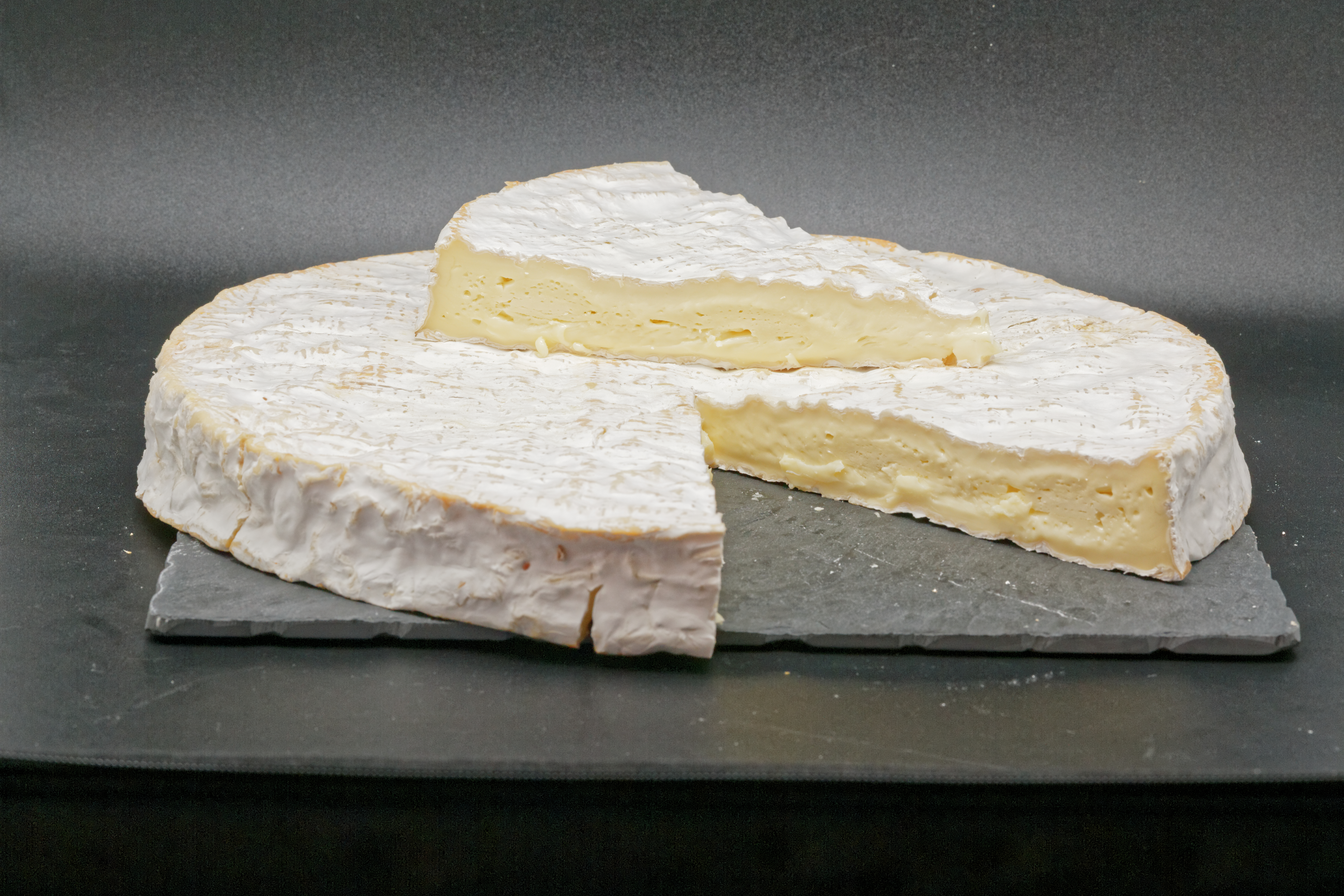
Brie de Meaux

Deux fromages d'appellation d'origine contrôlée sont produits dans le Loiret.
L'appellation du fromage de chèvre crottin de Chavignol, protégée depuis 1976, concerne majoritairement le département du Cher tout en s'étendant sur les territoires des départements voisins de la Nièvre et du Loiret. Quinze communes du sud-est du Loiret sont concernées.
L'aire d'appellation du brie de Meaux s'étend à onze départements, totalement ou partiellement. Quarante-deux communes du nord du Loiret sont concernées.
Parmi les autres fromages produits dans le département, peuvent être cités le Chécy et l’Olivet au foin ou cendré, tous deux issus de l'agglomération orléanaise, et le Frinault et le Pithiviers au foin (ou Bondaroy au foin).

### Viandes
L’andouille de Jargeau présente la particularité d'être constituée de 60 % de viande de porc et de 40 % de tripes.

Viandes et condiments
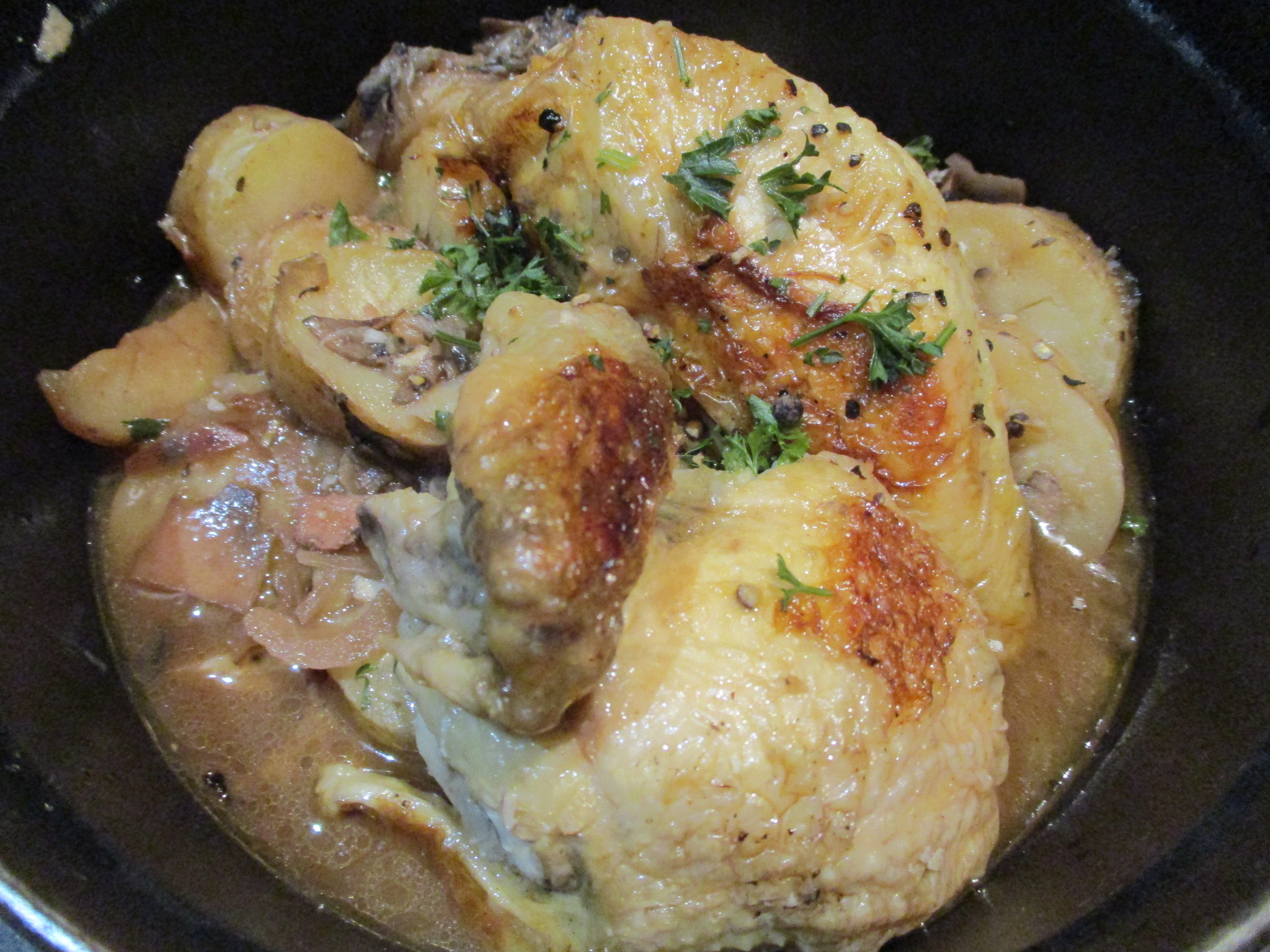
Poulet jaune de l'Orléanais au vinaigre d'Orléans
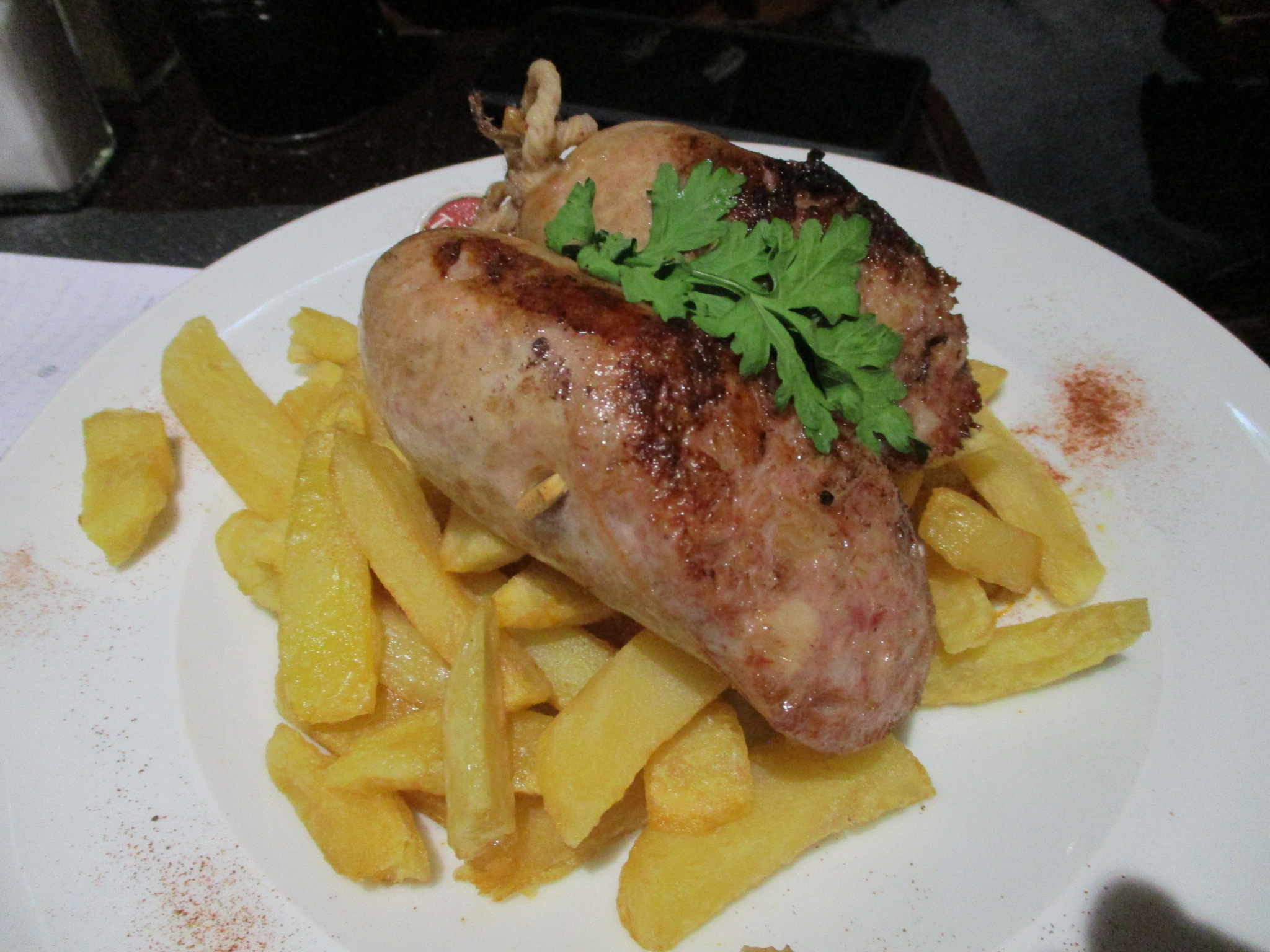
Andouille de Jargeau
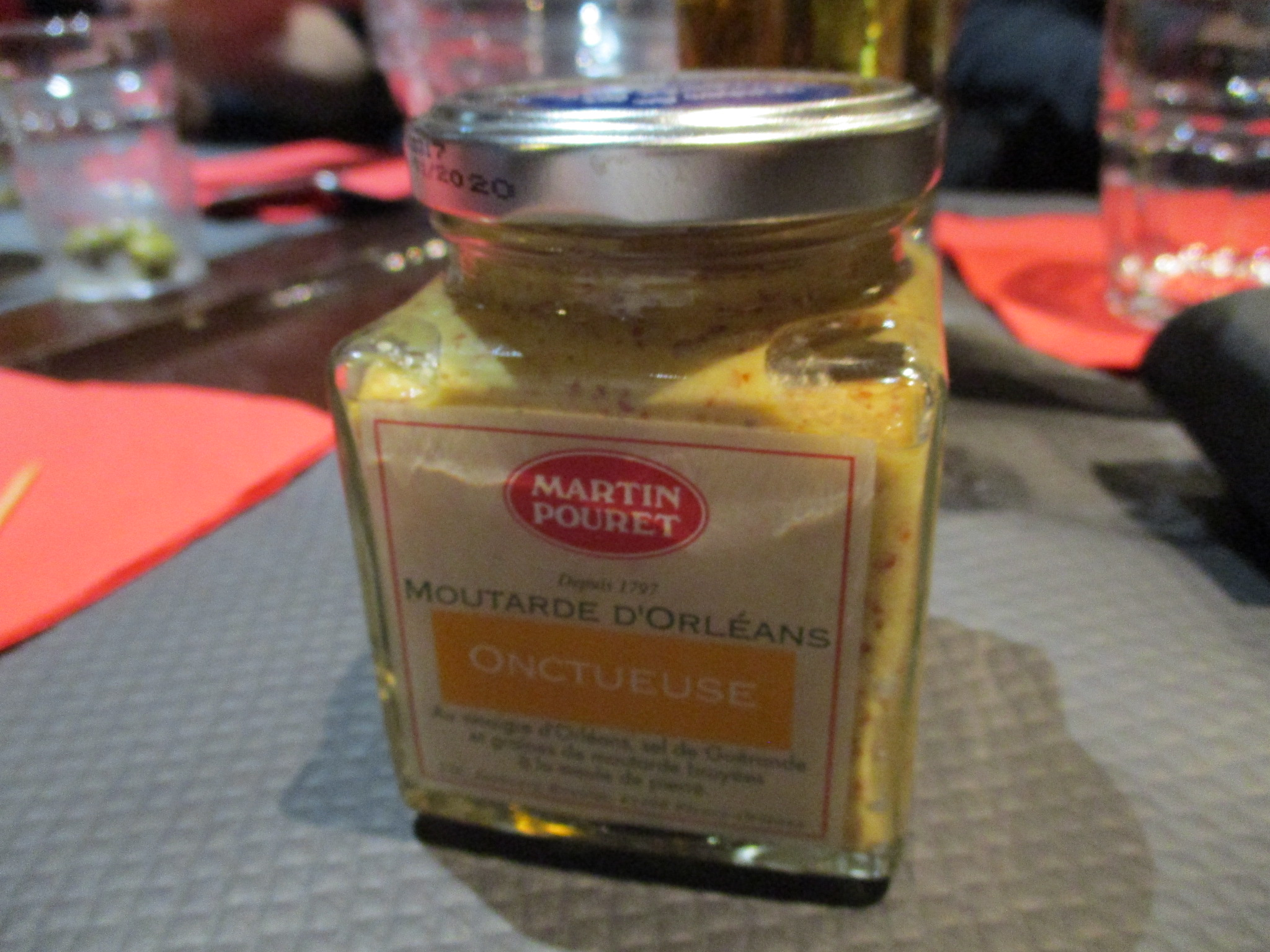
Moutarde d'Orléans
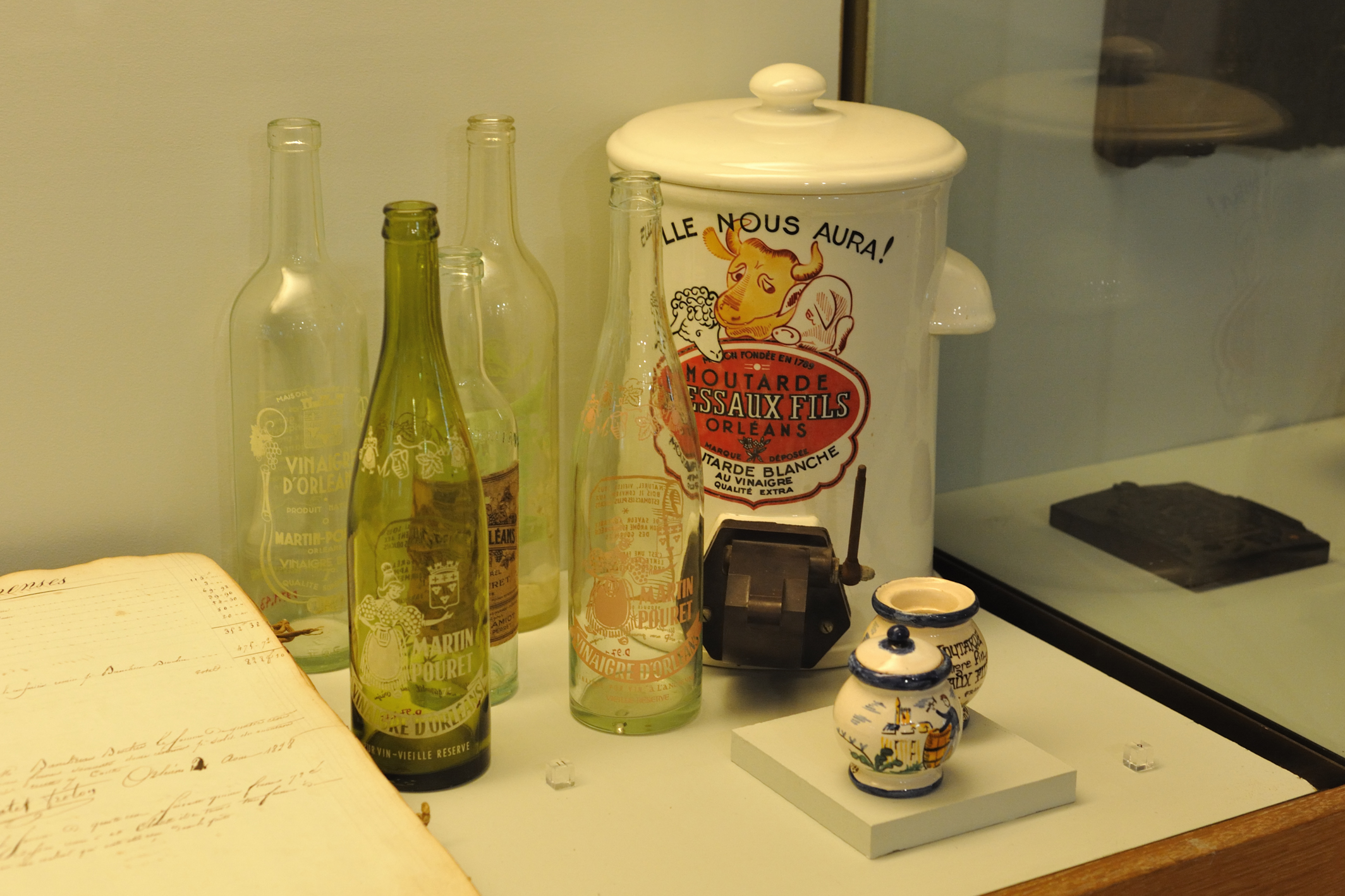
Vinaigre d'Orléans (musée historique et archéologique de l'Orléanais)

Plusieurs zones IGP concernent les volailles :
- celle des volailles de l'Orléanais s'étend totalement ou partiellement sur le territoire de sept départements dont la totalité de celui du Loiret[B 7],
- celle des volailles du Gâtinais couvre 118 communes du nord-est du Loiret[B 8],
- celle des volailles du Berry s'étend dans 27 communes du sud-est du Loiret[B 9].

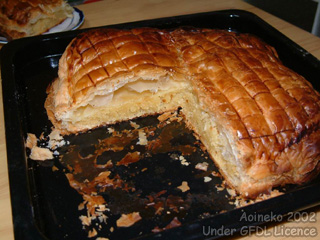
Pithiviers

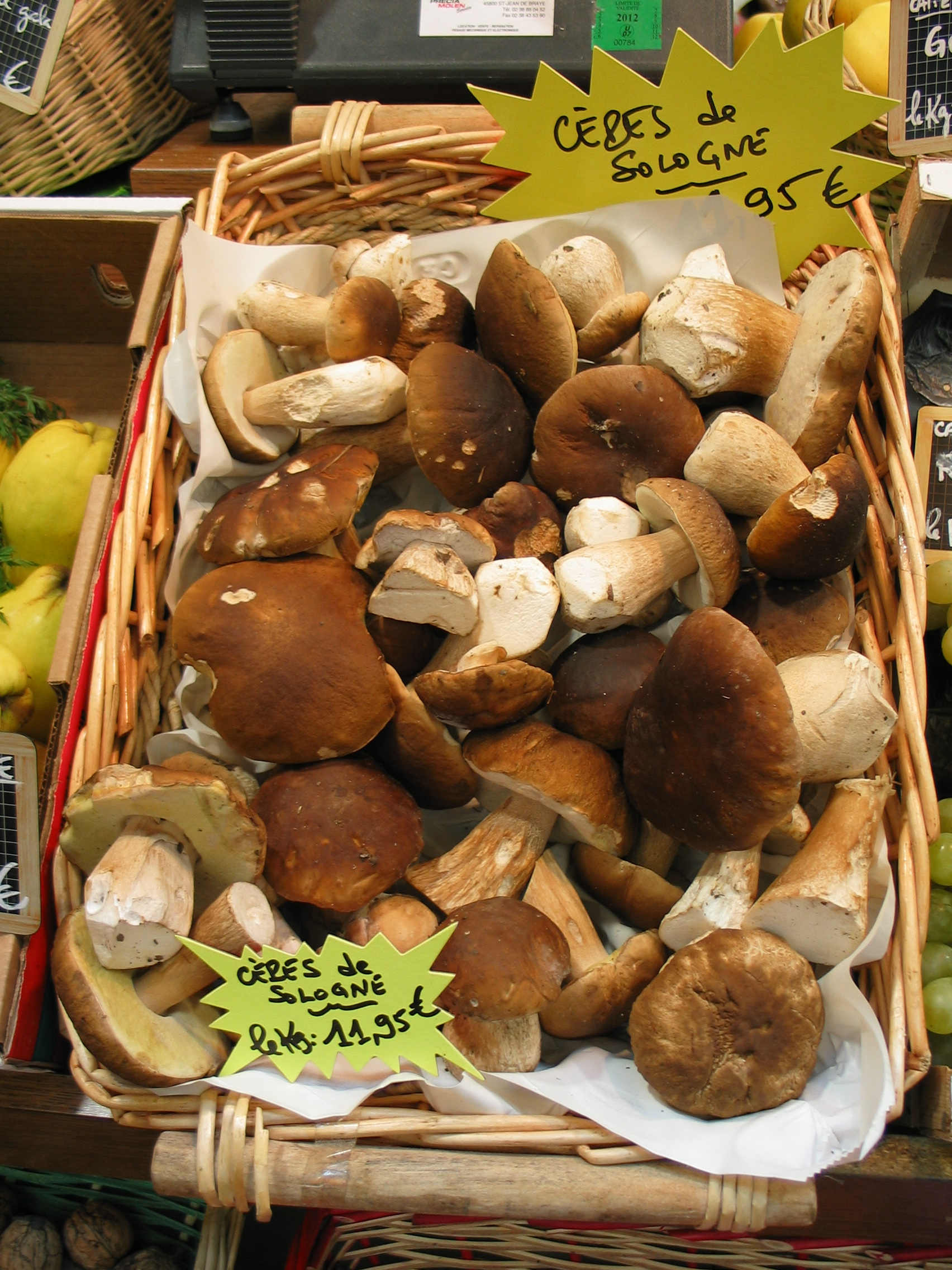
Cèpes de Sologne

### Confiseries et desserts
Les pralines de la Maison Mazet à Montargis.
Le Pithiviers désigne deux gâteaux, tous deux préparés à base de poudre d'amandes : le Pithiviers fondant, et le Pithiviers feuilleté — proche de la galette des rois. Le Pithiverais compte des vergers d'amandiers, en pleine renaissance, qui produisent une petite partie des amandes nécessaires.
Deux régions naturelles se distinguent pour la fabrication du miel : le Gâtinais et la Sologne.
Le Cotignac d'Orléans, préparé à base de gelée de coing, est souvent présenté dans de petites boîtes rondes en écorce d'épicéa.

### Épices et condiments
Le safran du Gâtinais, cultivé depuis le XVIIe siècle, a connu un important déclin à la fin du XIXe siècle. Sa production a été relancée depuis 1985.
Le vinaigre d'Orléans est toujours produit artisanalement par la dernière vinaigrerie d'Orléans, Martin Pouret. En 2024, l'entreprise a quitté son siège historique de Fleury-les-Aubrais pour un outil de production moderne à Boigny-sur-Bionne. Elle produit également de la moutarde d'Orléans, à partir de graines cultivées localement.

### Distinctions
Sur la période 2004-2011, plusieurs produits du Loiret ont été primés au concours général agricole de Paris, il s'agit des vins d'appellation orléans, orléans-cléry et coteaux-du-giennois, de la bière La Johannique, du brie de Meaux des fromageries Les Courtenay et de La Vallée de la Cléris, du miel de Sologne des Apiculteurs associés de La Ferté-Saint-Aubin.

## Enseignement
Le département dispose de plusieurs établissements proposant des formations en lien avec la gastronomie : les lycées professionnels Françoise-Dolto d'Olivet et Jean-de-la-Taille de Pithiviers, le lycée polyvalent privé Saint-Louis de Montargis et le centre de formation d'apprentis de la chambre de métiers du Loiret.

## Économie

### Restaurants
En 2022, le département compte quatre tables étoilées au guide Michelin (une étoile) :
- Le Lièvre Gourmand à Orléans[14],
- La Table à Ardon (au sud d'Orléans)[15],
- Côté Jardin à Gien — qui a volontairement renoncé à son étoile[16],[17],
- L'auberge des Templiers à Boismorand (au nord-est de Gien)[18].

### Autres entreprises
Le groupement de meuniers indépendants Banette est à l'origine de la baguette du même nom. Il est basé à Briare depuis 1980.
Les Cafés Jeanne d'Arc est un torréfacteur basé à Orléans depuis 1899.